# الإعلام الجماهيري في الأردن

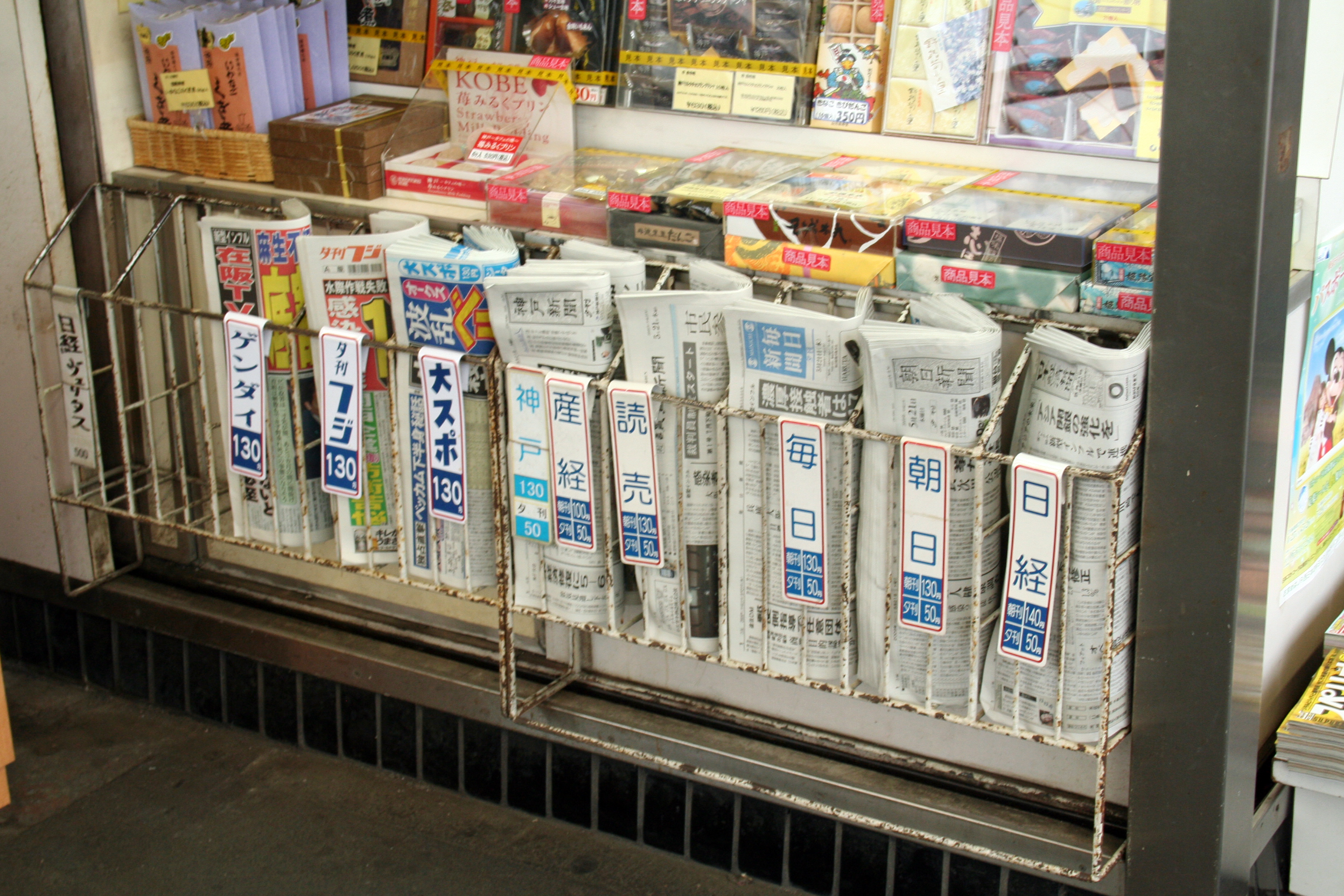
صحيفة وهي مثال على وسائل الإعلام

ضمن دستور الأردن حرية الرأي والتعبير، بالإضافة إلى حرية الصحافة ووسائل الإعلام الجماهيرية ، ولكن كل ذلك ضمن حدود القانون. 

## نظرة عامة
وفقًا لوزارة الخارجية الأمريكية، هناك في الممارسة قيود كبيرة تحد من حرية عمل وسائل الإعلام. يحظر أي نقد أو تشهير للملك أو العائلة المالكة، بالإضافة إلى أي شيء يعتبر يضر بـ “سمعة وكرامة الدولة”. استخدمت الحكومة الأردنية تكتيكات مثل التهديد بالغرامات والملاحقات القانونية والاحتجاز لتخويف الصحفيين وتشجيع الرقابة الذاتية. علاوة على ذلك ، يعطي المخبرون والرقاب في المطابع التحذير للحكومة عادةً إذا كان هناك مقال ناري مخططًا للنشر، مما يسمح للحكومة بالضغط على الناشر لتغيير أو إزالة العنصر. ومع ذلك ، أصدر الملك عبد الله مؤخرًا بيانًا يحظر سجن الصحفيين ، وهو فعل مُشاد له من قبل جماعات حقوق الإنسان. بالإضافة إلى ذلك ، تفرض قانون الصحافة والمطبوعات وقانون جمعية الصحافة قيودًا معينة على اعتماد الصحفيين وتشغيل الصحف. ربما يكون أكثر ضررًا هو عدم رغبة الحكومة في الإعلان في صحف لا تمتلكها على الأقل جزئيًا. تتمثل حرية التلفزيون والإذاعة في المملكة الأردنية في حرية أكبر من حرية التلفزيون. يتم فتح إنترنت في المملكة الأردنية بشكل عام وغير مقيد، على الرغم من تقارير سابقة عن تحقيقات حكومية في مصادر المواقع التي تُفَّسِّدُ بشدة.

## انفتاح الأردن للوسائط المحلية
بالرغم من هذه المجموعة المتنوعة من القيود، فإن الأردن لا يزال أكثر انفتاحًا وتسامحًا مع وسائطه المحلية من معظم جيرانه. القضاء هي المؤسسة الوحيدة التى تستطيع سحب التراخيص من منظمات الإعلام المحلية لا الحكومة، وتقتصر قدرة الحكومة على إغلاق وسائل الإعلام بشدة. بالإضافة إلى ذلك ، تكون المحاكمات مفتوحة لوسائل الإعلام ما لم يحكم المحكمة نفسها خلاف ذلك. يضمن القانون حرية واستقلال منظمات الإعلام الأجنبية التي تعمل في الأردن، ولا يتم تقييد البث التلفزيوني الدولي والإقليمي عبر الأقمار الصناعية. 

## خدمات الراديو والتلفاز
بدأت خدمة الراديو الأولى في الأردن في عام 1948.  فكان عدد المحطات الإذاعية ست محطات إذاعية AM وخمس FM وإذاعة قصيرة الموجة في عام 1999، بالإضافة إلى 20 محطة بث تلفزيوني في عام 1995. كان من المقرر أن تبدأ محطة راديو وقمر صناعي جديدتان في التشغيل في يونيو 2006 بعد تأخيرين سابقين. قُدّر وجود أكثر من 1.6 مليون جهاز استقبال راديو في الأردن في عام 1997 و 560000 جهاز استقبال تلفزيون بحلول عام 2000. بالإضافة إلى ذلك ، يحتوي البلد على ست صحف يومية و 14 أسبوعية، بالإضافة إلى 270 دورية أخرى (بمتوسط تداول 148000 في عام 1998).